# Jules Audemars
 (septembre 2024).
Pour les articles homonymes, voir Audemars.
Jules Louis Audemars, né au Brassus le 28 mars 1851, mort le 17 octobre 1918 dans le même village, est un horloger vaudois. Il est le cofondateur d'Audemars Piguet.

## Biographie
Jules-Louis Audemars suit l'école primaire au Brassus, puis un apprentissage d'horloger chez son père et à la Vallée. Jules Louis Audemars travaille à Gimel en 1874. En 1875, il ouvre un atelier pour la fabrication d'ébauches compliquées dans la ferme familiale.
Le 17 décembre 1881, il s'associe avec son ami d'enfance Edward-Auguste Piguet (19 mai 1853-7 octobre 1919), horloger repasseur indépendant devenu après une formation chez Charles Capt, syndic du Chenit. Ils fondent au Brassus la Manufacture horlogère « Audemars Piguet & Cie ».

## Famille
Il est le fils de François Louis Audemars dit Loyal (1803-1924) et d'Elise Nanette Jaccard (1822-1895).
Il est notamment le petit-neveu de Louis Benjamin Audemars (1782-1833), grand horloger combier, et est l'arrière-petit-fils de Pierre Henri Audemars (1748-1792), pierriste et lapidaire.

## Sources
1. ↑  Alexandre Aubert, « Généalogie de Jules Louis Audemars », sur Geneanet (consulté le 16 septembre 2024)

- « Jules Audemars », sur la base de données des personnalités vaudoises sur la plateforme « Patrinum » de la Bibliothèque cantonale et universitaire de Lausanne.
- Gilbert Marion, « Jules Audemars » dans le Dictionnaire historique de la Suisse en ligne.
- G. L. Brunner et al., Audemars Piguet, 1993, 22-37 (all. 1992)
- Jules Louis AUDEMARS & Rosalie CHAUTEMS
- la page de la marque de montres Audemars Piguet
- Audemars Piguet | Success & Career